# 영광군남중학교
영광군남중학교(靈光郡南中學校)는 대한민국 전라남도 영광군 군남면 포천리에 있는 공립 중학교이다.

## 학교 연혁
- 1947년 9월 1일 : 사립학교 연화 학원 설립
- 1961년 5월 27일 : 공립 영광남중학교로 설립 인가
- 1961년 10월 25일 : 영광남중학교 개교
- 1971년 1월 26일 : 영광군남중학교로 교명 변경
- 2025년 1월 10일 : 제76회 졸업 12명(졸업생 총 9,749명)
- 2025년 3월 1일 : 제25대 윤성하 교장 부임

## 참고 자료
- 영광군남중학교 - 한국교육학술정보원 학교알리미